# RŽD-Baureihe 2ЭС4К
Die RŽD-Baureihe 2ЭС4К (deutsche Transkription 2ES4K) der Russischen Eisenbahnen (RŽD) ist eine Baureihe achtachsiger Elektrolokomotiven in zwei Sektionen für den Betrieb für Güterzüge auf Magistralen mit Gleichstrom. Sie wurden im mechanischen Teil vereinheitlicht mit der 2ЭС5К ausgeführt. Gebaut wurden sie von 2006 an von der Elektrolokomotivenfabrik Nowotscherkassk und sind der Ersatz für die veralteten ВЛ10 und ВЛ11. Im Betriebsdienst wurde ihnen der Beiname Dontschak zuerkannt.

## Geschichte

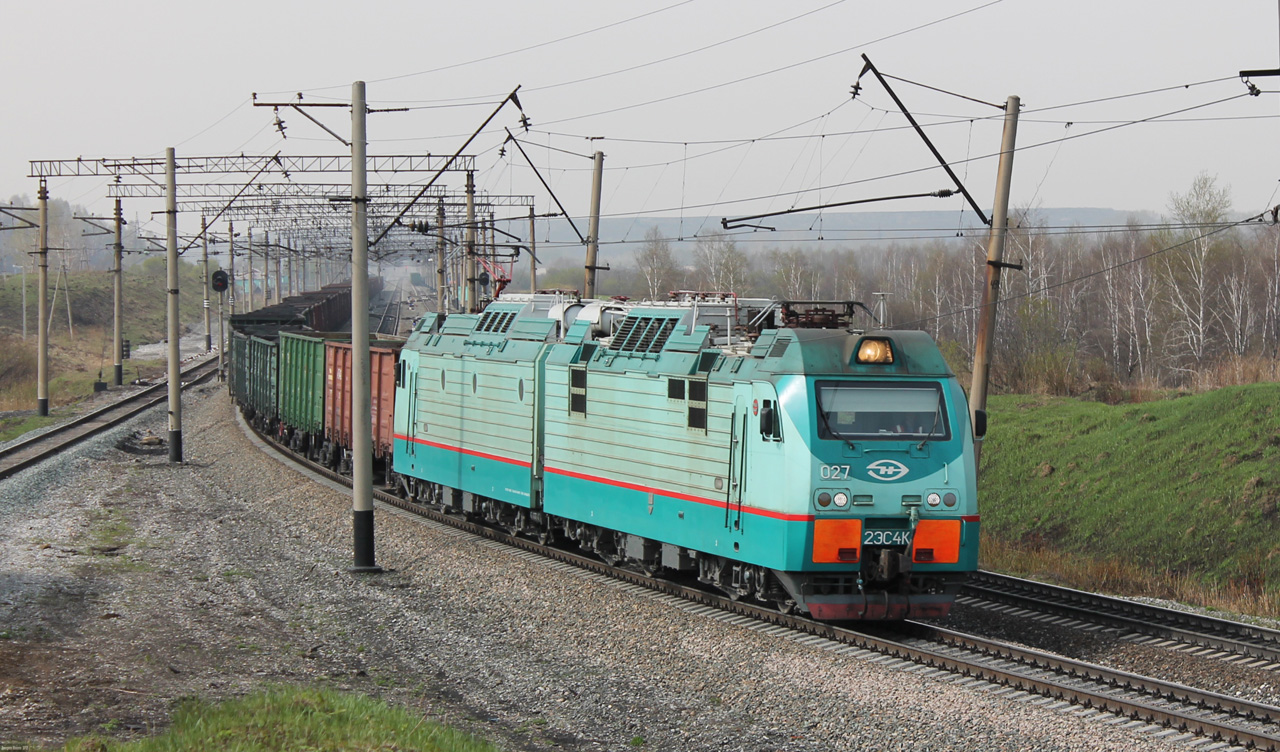
Foto der 2ЭС4К-027

Da die Lokomotiven der Baureihen ВЛ10 und ВЛ11 um die Jahrtausendwende abnutzungstechnisch veraltet waren (die Mehrheit der Lokomotiven benötigte für den Betrieb um diese Zeit eine Verlängerung der Betriebserlaubnis), wurde mit dieser Reihe ein Ersatz von der Elektrolokomotivenfabrik Nowotscherkassk entworfen. Diese Elektrolok ist für den Einsatz vor Güterzügen auf Eisenbahnen mit einer Spurweite von 1.520 mm, elektrifiziert mit 3 kV Gleichstrom, vorgesehen. Außer den RŽD wurden die Lokomotiven gleichfalls an andere Bahngesellschaften in Russland sowie andere Staatsbahnen der GUS geliefert.
Gleichfalls wurde entschieden, mit dieser Baureihe auch die Leistungen der ВЛ10 und ВЛ11 im Personenzugdienst zu ersetzen, welche auf den Abschnitten Gorjatschi Kljutsch – Adler und Weloretschenskaja – Adler der Sewero-Kawkasskaja schelesnaja doroga eingesetzt waren.

## Besonderheiten der Konstruktion
Die Elektrolokomotive besteht aus zwei Sektionen. Jede Sektion besitzt einen Führerstand mit der Verwaltung und einem Satz der Ausrüstung. Dadurch ist die Arbeit als eine Elektrolok und über das System der Vielfachsteuerung als Einheit von zwei Elektroloks (2× 2ЭС4К) möglich. Außerdem gibt es bisher eine Lokomotive mit einem führerstandslosen Mittelteil, welche als Verbund in drei Sektionen als 3ЭС4К geführt wird.
Die elektrische Ausrüstung der Lokomotive versorgt eine stabile Arbeit bei der Zugarbeit, der elektrodynamischen Bremse (Widerstandsbremse und Rekuperationsbremse) und beim Auslauf. Die Arbeit im Zugsystem und bei den Bremsen wird mit unabhängiger Anregung bei Speisung von einem statischen Wandler versorgt. Die Regulierung der Geschwindigkeit wird stufenförmig mit drei Gruppierungen der Traktionsfahrmotoren verwirklicht: Reihenschaltung, Reihenschaltung sowie Parallelschaltung.
Der mechanische Teil der Lokomotive ist mit dem der Güterzuglokomotive 2ЭС5К vereinheitlicht. Der Fahrzeugteil der Lokomotive entspricht allen Forderungen der zeitgemäßen Konstruktion; die Drehgestelle sind mit den üblichen Aufhängungen mit dem Lokkasten verbunden (in vertikaler und querlaufender Richtung mit Hilfe von elastischen und dämpfenden Elementen). Die primäre Abfederung der Lokomotive wird mit einer Schraubenfederaufhängung verwirklicht, die sekundäre Abfederung geschieht mit Flexicoil-Schraubenfedern.
Bei der Elektrolokomotive wurden für die Traktionsfahrmotoren noch Gleichstromfahrmotoren verwendet; Drehstrommotoren sind nur im Bereich der Hilfsmaschinen vorgesehen; für den Antrieb der Ventilatoren der Kühlung der Traktionsfahrmotoren, des Kompressoren-Antriebes und der Speisung des statischen Wandlers. Die Regulierung der Ventilator-Kühlung erfolgt in Abhängigkeit von der Belastung der Traktionsfahrmotoren.
Die Nennhöhe der Elektrolokomotive beträgt von der Schienenoberkante bis zu den Schleifkörpern der Stromabnehmer 5.050 mm, die Höhe von der Schienenoberkante bis zur Achse der automatischen Mittelpufferkupplung 1.060 mm. Die Nennspannung in der Kette der Verwaltung beträgt 110 V.

## Steuerung der Lokomotive
Die Lokomotive ist mit einem Mikroprozessor-System der Verwaltung mit der Bezeichnung МСУД-001 (MSUD-001) ausgerüstet. Es wurde von der ЗАО Локомотивные Электронные Системы (SAO Lokomotiv-elektronische Systeme) ausgearbeitet und stellt sicher;
- die Hand- und automatische Steuerung der Bewegung;
- die Steuerung der Autoführung des Zuges;
- die Diagnostizierung der Parameter der Bewegung und Arbeit der Ausstattungen der Elektrolokomotive.

Es ist eine Sicherheitsfahrschaltung für die Kontrolle der Wachsamkeit des Lokführers mit der Bezeichnung ТСКБМ (TSKBM) vorgesehen. Für die komfortable Arbeit der Lokführer sind im Führerstand Klimaanlagen, Druckluftheizung, Kühlanlage und sanitäre Einrichtungen (Waschraum, Toilette) vorhanden.

## Zusätzliche Systeme der Überwachung der Lokführer
Außer der erwähnten Sicherheitsfahrschaltung ist die Lokomotive mit komplexen Einrichtungen der Sicherstellung der Gefahrlosigkeit mit der Bezeichnung КЛУБ-У (KLUB-U) und Systemen der automatischen Verwaltung der Bremse des Zuges mit der Bezeichnung САУТ-ЦМ/485 (SAUT-ZM/485) und gleichfalls mit Systemen der Kontrolle des nichtselbsttätigen Abschaltens von bestimmten elektrischen Geräten ausgerüstet.

## Betrieb der Elektrolokomotive
Zum Stand Mai 2017 wurden bisher 188 Lokomotiven ausgeliefert, 141 2ЭС4К und 47 3ЭС4К. Die 2ЭС4К.015 wurde bei der Elektrolokomotivenfabrik Nowotscherkassk speziell für den Betrieb in der Ukraine ausgeliefert, sie besitzt seit Auslieferung eine Lokführerkabine nach dem System der ЭП1M. Sie erhielt zum Betrieb das Depot Krasnyj Lyman der Donezka Salisnyzja.
Die Lokomotiven mit den Inventarnummern 001–014 und 016–035 wurden in das Depot Wolchow der Oktoberbahn gegeben, die Lokomotiven mit den Inventarnummern 036–117 und 121–141 wurden zu der Sewero-Kawkasskaja schelesnaja doroga gegeben und dem Depot Tuapse unterstellt, drei Elektrolokomotiven (mit den Inventarnummern 118, 119, 120) gehören zu der Transportkompanie ООО Трансойл (OOO Transoil), sechs Elektrolokomotiven (mit den Inventarnummern 73, 74, 75, 76, 77, 78) gehören privaten Betreibern und werden zur Pacht im Depot Tuapse verwendet.